# Asperotingis
Asperotingis is een geslacht van wantsen uit de familie van de Tingidae (Netwantsen). Het geslacht werd voor het eerst wetenschappelijk beschreven door Péricart in 2000.

## Soorten
Het genus bevat de volgende soort:

- Asperotingis tristis Péricart, 2000